# 周世遠
周世遠（1520年—？年），字子道，四川重慶府江津縣人，民籍。

## 生平
九月十八日生，行二，治《詩經》，由縣學附學生中式四川鄉試第五十四名舉人，年二十五歲中式嘉靖二十三年（1544年）甲辰科會試中式第五十七名，第三甲第一百五十一名進士。授浙江缙云县知县，官至山东按察司佥事，後调簡僻。四十三年任陕西按察司副使。

## 家族
曾祖周瑄；祖周玉鑑，壽官；父周謨；母何氏。具慶下，妻楊氏，兄世才，弟世表；世業。